# Aqua Centurions
L'Aqua Centurions è un club di nuoto professionistico e uno degli otto club originari della International Swimming League . Il team ha sede a Roma ed è guidato dal Direttore Generale Alessandra Guerra e dall'allenatore Matteo Giunta.
La squadra ha partecipato a tre competizioni nella prima stagione ISL, prima a Indianapolis, USA, poi Napoli, Italia, e infine Londra, Regno Unito, senza però qualificarsi per la fase finale di Las Las Vegas, Stati Uniti.

## Stagione 2019 dell'International Swimming League

### Squadra
Le squadre ISL avevano un massimo di 32 atleti per la stagione 2019, con una dimensione suggerita di 28 atleti (14 uomini e 14 donne). Ogni club aveva un capitano e un vice-capitano di genere diverso.
La squadra era composta principalmente da atleti italiani.
| UOMINI              | DONNE               |
| ------------------- | ------------------- |
| Apostolos Christou  | Larissa Oliveira    |
| Santo Condorelli    | Sarah Köhler        |
| Breno Correia       | Georgia Bohl        |
| László Cseh         | Silvia Scalia       |
| Luca Dotto          | Franziska Hentke    |
| Kristian Golomeev   | Alba Vázquez        |
| Philip Heintz       | Ilaria Bianchi      |
| Travis Mahoney      | Silvia Di Pietro    |
| Nicolò Martinenghi  | Freya Anderson      |
| Alessandro Miressi  | Federica Pellegrini |
| Matteo Rivolta      | Margherita Panziera |
| Simone Sabbioni     | Hannah Miley        |
| Fabio Scozzoli (VC) | Martina Carraro     |
| Poul Zellmann       | Elena Di Liddo      |
|                     | Lidón Muñoz         |

### Risultati
Nella stagione ISL inaugurale del 2019, gli Aqua Centurions hanno gareggiato nonostante la mancanza di atleti specializzati nelle Skin Races.
Dopo la prima gara di Indianapolis, il Team si è migliorato nella gara casalinga a Napoli, Italia, con risultati straordinari di Nicolò Martinenghi che ha quasi ottenuto lo stesso numero di punti dell'MVP Caeleb Dressel nella prima giornata, con solo quattro punti differenza. A causa di una sfortunata squalifica di Margherita Panziera il Team è arrivato 4º a solo mezzo punto.
Nell'ultima gara, il Derby Europeo, i Centurions sono arrivati 3^ dietro a Energy Standard e London Roar che alla fine si sono piazzati 1^ e 2^ nella Finale di Campionato a Las Vegas .
| Date              | Posizione         | Luogo                         | Punteggi di Squadra                                                         | Risultati         | MVP                                          |
| Stagione regolare | Stagione regolare | Stagione regolare             | Stagione regolare                                                           | Stagione regolare | Stagione regolare                            |
| ----------------- | ----------------- | ----------------------------- | --------------------------------------------------------------------------- | ----------------- | -------------------------------------------- |
| 5–6 ottobre       | Indianapolis      | Indiana University Natatorium | Energy Standard 539 Cali Condors 457 DC Trident 330.5 Aqua Centurions 300.5 | [ 8 ] [ 9 ]       | Sarah Sjöström ( Energy Standard) 55.5 punti |
| 12-13 ottobre     | Napoli            | Piscina Felice Scandone       | Energy Standard 493 Cali Condors 490.5 DC Trident 322 Aqua Centurions 321.5 | [ 10 ] [ 11 ]     | Caeleb Dressel ( Cali Condors ) 57.5 punti   |
| 23–24 novembre    | Londra            | London Aquatics Centre        | Energy Standard 467.5 London Roar 458.5 Aqua Centurions 369.5 Iron 335.5    | [ 12 ] [ 13 ]     | Chad Le Clos (Energy Standard) 44.5 punti    |

## Stagione 2020 dell'International Swimming League

### Squadra
La squadra per la seconda stagione della ISL cambiò radicalmente.
| MEN                  | WOMEN                |
| -------------------- | -------------------- |
| Mykhailo Romanchuk   | Federica Pellegrini  |
| Fabio Scozzoli (VC)  | Martina Carraro      |
| Szebasztián Szabó    | Etiene Medeiros      |
| Alessandro Miressi   | Valentine Dumont     |
| Matteo Rivolta       | Lidón Muñoz          |
| Nicolò Martinenghi   | Arianna Castiglioni  |
| Fabio Santi          | Katrina Konopka Reid |
| Marcelo Chierighini  | Silvia Di Pietro     |
| Leonardo de Deus     | Katalin Burián       |
| Gabriel Santos       | Haley Black          |
| Pedro Spajari        | Kathryn Greenslade   |
| Breno Correia        | Stefania Pirozzi     |
| Luiz Altamir Melo    | Alexandra Touretski  |
| Philip Heintz        | Theodora Drakou      |
| Apostolos Papastamos | Tain Bruce           |
|                      | Lara Grangeon        |

### Risultati
Il club si è classificato in ultima posizione tra le 10 squadre partecipanti, non qualificandosi per le semifinali.
| Date                     | Luogo             | Stadio            | Punteggi di squadra                                                            | Risultati         | MVP                                           |
| Stagione regolare        | Stagione regolare | Stagione regolare | Stagione regolare                                                              | Stagione regolare | Stagione regolare                             |
| ------------------------ | ----------------- | ----------------- | ------------------------------------------------------------------------------ | ----------------- | --------------------------------------------- |
| 18–19 ottobre (Match 2)  | Budapest          | Duna Aréna        | London Roar 609.5 Iron 392.5 DC Trident 350 Aqua Centurions 344                | [ 15 ]            | Ranomi Kromowidjojo ( Iron) 57.0 punti        |
| 24-25 ottobre (Match 3)  | Budapest          | Duna Aréna        | LA Current 535.5 Tokyo Frog Kings 506.5 Toronto Titans 401 Aqua Centurions 260 | [ 16 ]            | Béryl Gastaldello ( LA Current) 78 punti      |
| 1-2 novembre (Match 6)   | Budapest          | Duna Aréna        | Energy Standard 609 Toronto Titans 448 NY Breakers 354.5 Aqua Centurions 290.5 | [ 17 ]            | Siobhán Haughey ( Energy Standard) 61.5 punti |
| 9-10 novembre (Match 10) | Budapest          | Duna Aréna        | Cali Condors 558 LA Current 495 London Roar 398 Aqua Centurions 255            | [ 18 ]            | Caeleb Dressel ( Cali Condors) 80.5 punti     |
| Playoff                  |                   |                   |                                                                                |                   |                                               |
| Finale                   |                   |                   |                                                                                |                   |                                               |

## Stagione 2021 dell'International Swimming League

### Squadra
| MEN                 | WOMEN                 |
| ------------------- | --------------------- |
| Stefano Ballo       | Holly Barratt         |
| Ilya Borodin        | Martina Caramignoli   |
| Thomas Ceccon       | Martina Carraro       |
| Matteo Ciampi       | Arianna Castiglioni   |
| Marcelo Chierighini | Kathleen Dawson       |
| Leonardo de Deus    | Elena Di Liddo        |
| Vladislav Grinev    | Silvia Di Pietro      |
| Nicolò Martinenghi  | Holly Hibbott         |
| Alessandro Miressi  | Marija Kameneva       |
| Chase Kalisz        | Fantine Lesaffre      |
| Arno Kamminga       | Lidón Muñoz           |
| Radosław Kawęcki    | Rozaliya Nasretdinova |
| Matteo Rivolta      | Rika Omoto            |
| Simone Sabbioni     | Federica Pellegrini   |
| Fabio Santi         | Alessia Polieri       |
| Fabio Scozzoli (VC) | Laura Taylor          |
| Szebasztián Szabó   |                       |

### Risultati
Al termine della stagione, Aqua Centurions si è classificata al 6º posto ottenendo il miglior risultato dalla nascita del team. Nonostante ciò, la squadra non è riuscita a centrare la finale.
| Date                       | Luogo             | Stadio                                | Punteggi di squadra                                                               | Risultati         | MVP                                          |
| Stagione regolare          | Stagione regolare | Stagione regolare                     | Stagione regolare                                                                 | Stagione regolare | Stagione regolare                            |
| -------------------------- | ----------------- | ------------------------------------- | --------------------------------------------------------------------------------- | ----------------- | -------------------------------------------- |
| 26–27 agosto (Match 1)     | Napoli            | Piscina Felice Scandone               | Energy Standard 511.5 Toronto Titans 496.5 Aqua Centurions 442.5 DC Trident 311.5 | [ 20 ]            | Sarah Sjöström ( Energy Standard) 60.5 punti |
| 4-5 settembre (Match 4)    | Napoli            | Piscina Felice Scandone               | Cali Condors 594 LA Current 444.5 Aqua Centurions 375.5 DC Trident 359            | [ 21 ]            | Caeleb Dressel ( Cali Condors ) 112.5 punti  |
| 11-12 settembre (Match 6)  | Napoli            | Piscina Felice Scandone               | London Roar 529.5 Cali Condors 478.5 Aqua Centurions 379.5 Tokyo Frog Kings 376.5 | [ 22 ]            | Daiya Seto ( Tokyo Frog Kings ) 57 punti     |
| 25-26 settembre (Match 10) | Napoli            | Piscina Felice Scandone               | Aqua Centurions 563 Iron 529 Tokyo Frog Kings 397 NY Breakers 272                 | [ 23 ]            | Daiya Seto ( Tokyo Frog Kings ) 50 punti     |
| Playoff                    |                   |                                       |                                                                                   |                   |                                              |
| 13-14 novembre (Playoff 2) | Eindhoven         | Pieter van den Hoogenband Zwemstadion | LA Current 506 London Roar 494.5 Toronto Titans 398.5 Aqua Centurions 357         | [ 24 ]            | Ryan Murphy ( LA Current) 58 punti           |
| 18-19 novembre (Playoff 3) | Eindhoven         | Pieter van den Hoogenband Zwemstadion | Energy Standard 583 Toronto Titans 407 Aqua Centurions 390.0 DC Trident 383.0     | [ 25 ]            | Sarah Sjöström ( Energy Standard) 87.5 punti |
| 18-19 novembre (Platoff 6) | Eindhoven         | Pieter van den Hoogenband Zwemstadion | Cali Condors 532.5 Iron 446 Aqua Centurions 444.5 Toronto Titans 337              | [ 26 ]            | Matteo Rivolta ( Aqua Centurions) 55 punti   |
| Finale                     |                   |                                       |                                                                                   |                   |                                              |